# コナミネットDX
コナミネットDXは、かつてコナミデジタルエンタテインメント（コナミ）が運営していた携帯電話用サイト。コナミ製のゲームの携帯アプリ版や着メロなど各種コンテンツの配信を行っていたほか、e-AMUSEMENTに対応している情報の閲覧などができた。2016年4月30日をもってサービス終了。

## 配信コンテンツ
- 最新・人気のコナミゲームの案内
- ゲームアプリ
- 着うた - ゲームミュージックが中心。
- ゲーム着信メロディ - 2010年10月29日をもって、着信メロディの新規追加を終了。
- J-POP着信メロディ - 2010年4月7日をもって、着信メロディの新規追加を終了。
- 待ち受け画像 - ゲームのキャラクターやメインビジュアルなどの画像。
- 声・効果音・楽器 - 着信音などとして使える効果音集。ボイス系はゲームキャラ（声優）によるものが多い。
- コミックコーナー（旧・週刊コナミ、週刊コナミプチ） - ゲームを題材としたデジタルコミックが読める。 
  - 2006年8月25日にリニューアルされる以前の「週刊コナミ」は、コナミの新作ゲームなどの情報誌となっていた。
  - 2008年2月4日以降、コミック専門の別の有料サイト「デジタルコミックス」が「週刊コナミ」へ改称されたことに伴い、こちらは「週刊コナミプチ」へコーナー名が変更された。
  - 2011年10月27日に「週刊コナミプチ」のサービスが終了し、「コミックコーナー」が新設された。
  - 2012年3月31日に「コミックコーナー」のサービスが終了。
- デコレーションメールの素材
- ショッピング - 通販コーナー
- e-AMUSEMENT for MOBILE
  - e-AMUSEMENT連動サービスを全てe-AMUSEMENT GATEに集約する関係で2012年3月31日にサービス終了。
- その他 - 占い、アンケートなど